# Churubusco (Indiana)
Churubusco è un comune degli Stati Uniti d'America, situato nello Stato dell'Indiana, nella contea di Whitley.
L'insediamento deve il proprio nome alla battaglia di Churubusco, una vittoria americana durante la guerra messico-statunitense.